# Chris Manazidis

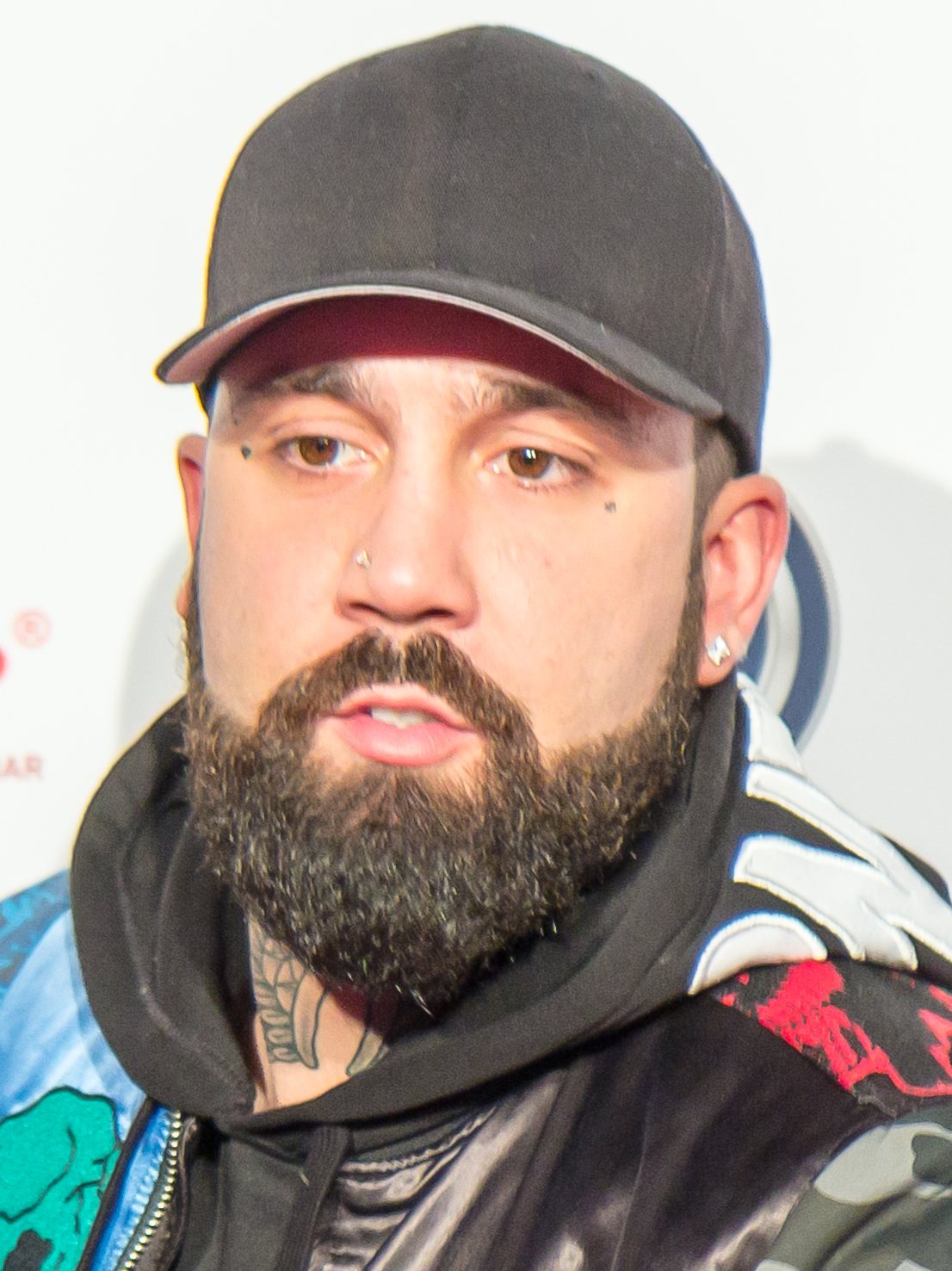
Chris Manazidis bei der 1 Live Krone 2016

Christos „Chris“ Manazidis (* 2. Oktober 1986 in Kavala, Griechenland) ist ein deutscher Comedian, Reality-TV-Teilnehmer, Sänger, Webvideoproduzent und Unternehmer. Bis 2021 war er Triomitglied des YouTube-Kanals Bullshit TV, gemeinsam mit Philipp und Sebastian Meichsner.

## Leben
Manazidis lebt seit Anfang der 1990er Jahre in Deutschland und wuchs als Einzelkind in Hattingen auf. Seine Eltern kommen ursprünglich aus dem Norden Griechenlands. Im März 2010 gründete Manazidis zusammen mit Philipp „Phil“ Meichsner und Sebastian „C-Bas“ Meichsner den YouTube-Kanal „Bullshit TV“, auf dem sie Comedy-Videos, Parodien, Prank-Videos etc. veröffentlichen. Das mehrfach prämierte Comedy-Trio besitzt über 1,8 Millionen Abonnenten. Seit 2015 ist Manazidis als Schauspieler tätig: Er übernahm 2015 im Kinofilm Bruder vor Luder eine Nebenrolle, 2018 spielte er die Hauptrolle des Jannis in der ersten deutschsprachigen Webserie YouTubes Bullsprit. Von 2015 bis 2016 war Manazidis mit der Sängerin Shirin David zusammen. 2019 gehörte er zur Besetzung der Comedyshow Streetfun, in der Passanten mit versteckten Kameras Streiche gespielt wurden, die beim Fernsehsender ProSieben Maxx ausgestrahlt wurden. Seit Juni 2019 hat er seinen eigenen Podcast yo sexy!. Ab dem 7. August 2019 nahm Manazidis an der siebten Staffel der Sat.1-Show Promi Big Brother teil. Am 19. August konnte er nicht genug Publikumsstimmen erringen und musste nach 13 Tagen die Show auf Rang 8 bei 12 Teilnehmern verlassen. Am 1. August 2021 wurde bekannt, dass er Bullshit TV verlässt.

### Unternehmen
Seit Juli 2013 ist Manazidis Co-Geschäftsführer des Vermarktungsunternehmens ALL DAY Entertainment und seit September 2018 Gründer und Co-Geschäftsführer des sozialen Netzwerks für Sprachnachrichten Speakster (vormals 5PM APPS).

## Filmografie
- 2015: Bruder vor Luder (Kinofilm)
- 2016–2017: Bullshit Radio (Radio-Comedyshow, 1 Live)
- 2018: Verpiss Dich, Schneewittchen (Kinofilm)
- 2018: Bullsprit (Webserie, YouTube Premium)
- 2019: Chaos im Netz (Synchronsprecher)
- 2019: Streetfun (Comedyshow, ProSieben Maxx)

### Fernsehauftritte
- 2015: TV total (ProSieben)
- 2019: Promi Big Brother (Sat.1)
- 2019: Promi Big Brother – Die Late Night Show (Sixx)
- 2024: Kampf der Realitystars – Schiffbruch am Traumstrand (RTL ll)
- 2025: The 50 (Prime Video)
- 2025: Promis unter Palmen – Für Geld mache ich alles! (Sat.1)
- 2025: Most Wanted – Wer entkommt? (ProSieben)